# 58
58 foi um ano comum do século I que durou 365 dias. De acordo com o Calendário Juliano, o ano teve início e terminou a um domingo. a sua letra dominical foi A.
| Ano completo                    |
| ------------------------------- |
| Ano comum com início ao domingo |

## Eventos
- Judeia: O governador romano Marco Antônio Félix reprime com violência os seguidores do Messias Egípcio.[1]